# Дзампоне
Дзампо́не (итал. zampone — «ножища») — старинное мясное блюдо итальянской кухни — фаршированные свиные ножки или колбасное изделие в оболочке из кожи свиной ножки с копытцем. Несмотря на неказистый вид и дешевизну ингредиентов, нежный, пряный и студенистый дзампоне является популярным по всей стране сезонным блюдом и обязательно присутствует на праздничных столах итальянцев начиная с Рождества, в новогоднюю ночь и до Дня трёх волхвов. Популярность дзампоне в качестве новогоднего блюда в Италии объясняется тем, что свинья по поверью приносит удачу. Похожие по принципу приготовления блюда, фаршированием субпродуктов, есть, например, в немецкой кухне (заумаген, в свином желудке) и в русской кухне (кишки чинёные).
Дзампоне — традиционный продукт родом из Модены, имеет защищённое обозначение происхождения, а его производители в 2001 году объединились в консорциум вместе с производителями котекино. Хотя сама история происхождения дзампоне не сохранилась, документально подтверждено происхождение дзампоне из области Эмилия-Романья. По легенде, во время осады Мирандолы папскими войсками Юлия II у её защитников закончились запасы свиных кишок для формования колбас, и, чтобы фарш не испортился, они стали набивать им шкурки свиных ножек.
Фарш для дзампоне готовят из маски свиной головы, лопатки, щековины, шейки и пашины и приправляют гвоздикой, корицей, чесноком, белым вином, солью и перцем. От свиных ножек используется только аккуратно снятая и очищенная от щетины свиная кожа с копытцами, которую наполняют фаршем и варят на медленном огне до готовности около пяти часов. Большая часть жира остаётся в образовавшемся бульоне. Дзампоне — горячее блюдо, его следует подавать сразу по готовности, потому что остывшая свиная шкурка затвердевает. Перед подачей дзампоне режут на ломтики, на гарнир обычно подают чечевицу или фасоль, иногда с несладким сабайоном. Свиная шкурка, в отличие от декоративных копытец, — съедобная часть блюда, хотя по желанию её разрешается снять и отложить на край тарелки.
В современной Италии в предпраздничное время поступают в продажу предварительно отваренные полуфабрикаты дзампоне, которые остаётся варить только полтора часа. Такой дзампоне вместе с другим сезонным продуктом панеттоне продаётся повсюду — от супермаркетов до магазинчиков при АЗС. Дзампоне, как и котекино, входит в состав другого легендарного блюда — боллито мисто, ассорти из различных видов отварного мяса. В меню итальянских ресторанов высокой кухни дзампоне изредка обнаруживается в гламурном варианте — начинённым трюфелями, фисташками и гусиной печенью. В декабре 2014 года в Модене для Книги рекордов Гиннесса приготовили макси-дзампоне весом больше тонны.